# El cliente (novela)
El cliente es la cuarta novela del escritor estadounidense John Grisham, publicada en 1993.
En 1994 se rodó una película basada en la novela, dirigida por Joel Schumacher y protagonizada por Susan Sarandon, Tommy Lee Jones, Mary-Louise Parker y Brad Renfro. La película tuvo tanto éxito que se realizó una serie de televisión con el mismo nombre, protagonizada por JoBeth Williams y John Heard, que se emitió durante una temporada (1995–1996).

## Sinopsis
Mark Sway, un niño de once años, presencia el suicidio de un abogado de Nueva Orleans. Antes de morir, el abogado le revela un secreto relacionado con el asesinato de un senador de Luisiana, aparentemente perpetrado por la mafia. La policía y el FBI presionan al niño para que les revele las últimas palabras del abogado, pero Mark teme por su vida y contrata los servicios de la abogada Reggie Love para que lo ayude en su encrucijada.